# Cambounès
Cambounès (occitanisch: Cambonés) ist eine südfranzösische Gemeinde mit 338 Einwohnern (Stand: 1. Januar 2022) im Département Tarn in der Region Okzitanien (vor 2016: Midi-Pyrénées). Cambounès gehört zum Arrondissement Castres und zum Kanton Les Hautes Terres d’Oc (bis 2015: Kanton Brassac). Die Einwohner werden Cambounésois genannt.

## Lage
Cambounès liegt etwa 16 Kilometer in ostsüdöstlicher Richtung von Castres entfernt im Regionalen Naturparks Haut-Languedoc am Fluss Durenque, dessen Zufluss Durencuse das Gemeindegebiet im Norden durchquert. Umgeben wird Cambounès von den Nachbargemeinden Le Bez im Norden und Osten, Lasfaillades im Südosten, Le Rialet im Süden und Südosten, Boissezon im Süden und Westen sowie Saint-Salvy-de-la-Balme im Nordwesten.

## Sehenswürdigkeiten

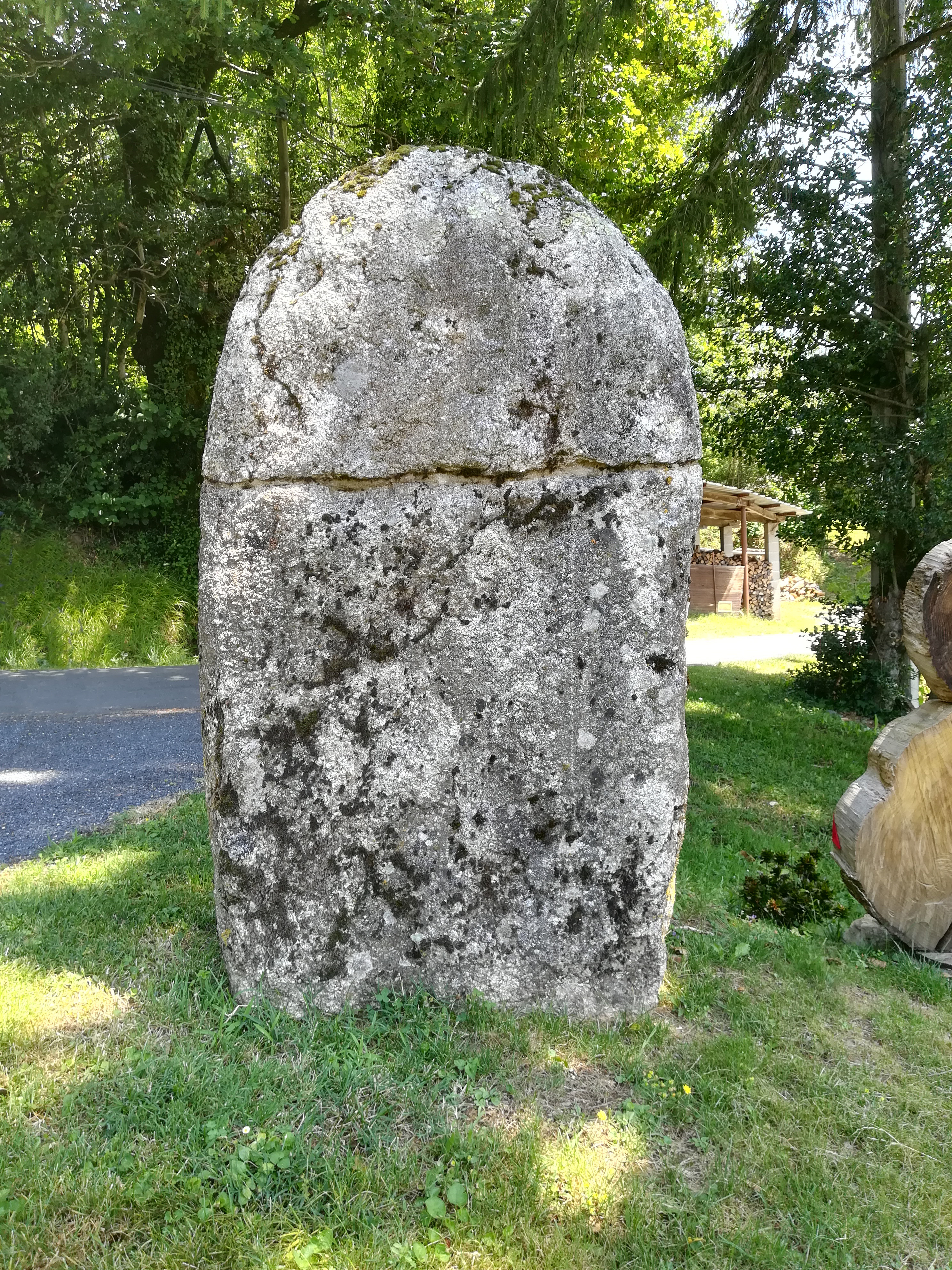
Statuenmenhir von Fontbelle

- Menhir de la Plaine de Fontanelle
- Menhir du Roupar
- Statuenmenhir von Fontbelle
- Statuemenhir de la Plano

## Bevölkerungsentwicklung
| Jahr                      | 1962 | 1968 | 1975 | 1982 | 1990 | 1999 | 2006 | 2013 |
| Einwohner                 | 467  | 421  | 370  | 355  | 366  | 352  | 348  | 344  |
| Quelle: Cassini und INSEE |      |      |      |      |      |      |      |      |